# ديفيد كاي (لاعب كرة قدم)
ديفيد كاي (بالإنجليزية: David Kaye)‏ هو لاعب كرة قدم بريطاني، ولد في 14 نوفمبر 1959 في هدرسفيلد في المملكة المتحدة. لعب مع دنابي يونايتد ونادي تشستر سيتي ونادي روذرهام يونايتد ونادي سكاربورو.